# 利卡-塞尼縣
利卡-塞尼縣（Ličko-senjska županija），是克羅地亞西部的一個縣，包括了利卡地區、塞尼周圍的北海岸地區，和帕格島北部。面積5,352平方公里，人口53,643（2001年），是全國面積最大、人口最少的縣。首府戈斯皮奇。
下分十四市、八鎮。縣議會有45席。著名的十六湖國家公園和韋萊比特山脈位於這裡。

## 外部連結
- Ličko-senjska županija Official website
- Početna（页面存档备份，存于）